# Kneahînîn, Camenița
Kneahînîn (în ucraineană Княгинин) este un sat în comuna Hodorivți din raionul Camenița, regiunea Hmelnîțkîi, Ucraina.

## Demografie
Componența lingvistică a localității Kneahînîn
     Ucraineană (99,27%)
     Alte limbi (0,58%)
Conform recensământului din 2001, majoritatea populației localității Kneahînîn era vorbitoare de ucraineană (99,27%), existând în minoritate și vorbitori de alte limbi.